# Código de Autorregulación de la Publicidad Infantil de Juguetes
El Código de la Publicidad Infantil de Juguetes es un conjunto de normas deontológicas que afectan a la comunicación comercial dirigida a niños. El mismo se inserta en el marco de la estrategia de protección del menor que lleva en marcha la Asociación Española de Fabricantes de Juguetes (AEFJ) desde 1993, con el fin de establecer un conjunto de reglas que guiarán a las compañías jugueteras asociadas en el desarrollo, ejecución y difusión de sus mensajes publicitarios dirigidos a los menores.

## Código
Según el código, se considera publicidad infantil aquella dirigida a menores de 18 años, entendidos estos en tres tramos: hasta los 7, entre los 7 y 14, y de los 15 a los 18. Además, esta regulación no se aplica a las etiquetas ni embalajes, que por tanto, se regirán por la legislación que les resulte de aplicación.
No se incluyen como juguetes los equipos electrónicos, ordenadores personales, consolas de juego y los denominados adornos de Navidad, fuegos artificiales y juegos de fantasía destinados a niños.

### Normas éticas
- Principio de legalidad: Este tipo de publicidad tiene que estar ajustada a la legislación vigente, cualquiera que sea su contenido, medio de difusión o forma adoptada.
- Principio de lealtad: Debe estar ajustado a las exigencias de la buena fe y los buenos usos mercantiles. Así deberá ser decente, honesta y veraz, en los términos de que estos principios han sido desarrollados por el Código de Conducta Publicitaria de Autocontrol.
- Presentación de los productos: Deben garantizar que cualquier presentación no induzcan a error, ni confundir a los menores sobre los beneficios del producto. Los productos que requieran montaje deben ser indicados en el anuncio. Así mismo, para no incitar a error con el tamaño del juguete, deberán salir niños o niñas jugando con el producto. No se pueden utilizar ni descripciones de violencia gratuita, ni presentaciones agresivas.
- Información de los productos: Tiene que dejarse claro lo que incluye o no el producto, si es a baterías o pilas o si es mecanizado o no.
- Previsión de ventas: Los anuncios no pueden incitar a los niños a persuadir a que pidan o persuadan a sus progenitores para conseguir el producto, por tanto, tampoco puede hacer creer a los padres que son más generosos por comprarlo a sus hijos. Además, esta clase de anuncios deben dar información de su precio de venta al público si superan las franjas de los 50€, por lo que no se podrán utilizar reduccionismos tales como "solamente" o "nada más". También se niega la utilización de formas que indiquen a los niños que tras la adquisición del producto tendrá mayor o menor aceptación
- Apoyo y promoción a través de personajes y programas: En los anuncios infantiles no pueden aparecer, según el código, padres, profesores, profesionales de programas infantiles o personajes reales o ficticios de series o películas, para así evitar que los niños quieran adquirir el producto por quién lo anuncia en vez de por sus características. Los juguetes licenciados se regirán por las mismas normas, entiendo estos como los que incorporan en su denominación el nombre de personajes reales o de ficción o de personajes que gocen de popularidad infantil.
- Identificación de la publicidad: Los anuncios de juguetes deben diferenciarse de los programas, noticias, etc.
- Promociones, concursos, sorteos y clubes infantiles:  Los sorteos no deberán generar expectativas irreales sobre la posibilidad de ganarlos. Solo se podrá hablar de clubes infantiles cuando estos cumplan los requisitos de interactividad, continuidad y exclusividad.
- Seguridad: No se deben presentar adultos o niños en situaciones peligrosas. La publicidad debe evitar la incitación a conductas inseguras o actos perjudiciales. La publicidad no puede incitar a los niños a entrar en lugares extraños o a hablar con desconocidos. Deben aparecer adultos superviosando niños con el producto así lo requiera. Los adultos deben aparecer siempre acompañando a los niños en lugares públicos.
- Protección de Datos: No se podrán tratar datos de menores de 14 años sin el consentimiento paterno. No se podrán obtener datos que permitan acceder a información sobre los demás miembros de la familia.

### Publicidad de juguetes en internet
Los anuncios en este tipo de soportes quedarán regulados por las mismas normas que los convencionales. Las páginas no ofrecerán que los niños puedan comprar juguetes por medio de la misma. Las empresas adheridas a este código deberán establecer mecanismos que aseguren que los menores de 14 años han obtenido el consentimiento de sus padres antes de facilitar cualquier información. Las ofertas deberán identificarse como tales y deberáb al menos informar como mínimo del precio anterior y del vigente, del porcentaje de descuento, el plazo y las condiciones de aplicación. 
Este tipo de publicidad infantil deberá respetar los derechos de propiedad intelectual e industrial de terceras personas distintas al anunciante. No se pueden utilizar los grupos, los clubes, el tablón de anuncios, foro o charlas para enviar publicidad en línea a no ser en el último caso, se haya obtenido consentimiento el moderador o se ajuste a las reglas de admisión de publicidad establecidas para ese grupo, foro charla o similar. Los mensajes publicitarios que se reciban durante la navegación en internet deberán siempre permitir salir del mensaje o eliminarlo de su pantalla volviendo a la página anterior. Abtes de acceder a los espacios que permitan el intercambio de experiencias, los usaruos deberán aceptar las normas de conducta que al menos contendrán los principios de: no utilizar lenguaje malsonante, no realizar comentarios ofensivos o que atenten contra la dignidad de otros, no realizar publicidad encubierta y no fomentar comportamientos ni actitudes contrarios a la legislación vigente. Sólo se podrá realizar publicidad de juguetes en redes sociales que ofrezcan garantías de que los menores de 14 años solo pueden acceder a las mismas con el consentimiento paterno.

### Normas de aplicación del Código
- Vinculación al código: las empresas pertenecientes a AEFJ se comprometen a respetar el código, a hacer que se cumpla y a acatar y cumplir de forma inmediaa las resoluciones de Autocontrol.
- Control de cumplimiento del código: el control y cumplimiento corresponde al Jurado de la Publicidad.
- Consulta Previa: Las empresas pueden hacer consultas previas a Autocontrol y éstas serán contestadas en un plazo de tres días hábiles. Facilitarán al Gabinete Técnico la información requerida sobre el objeto de examen para la realización de la consulta previa. En caso de desacuerdo con la consulta previa emitida por el Gabinete, el anunciante podrá solicitar su revisión por el Jurado, siendo la decisión de éste siempre vinculante. La sección del jurado que hubiera conocido de esa revisión se abstendrá de participar en el procedimiento que seguiría ante el Jurado en caso de presentarse reclamación contra el anuncio objeto de examen. Las empresas no harán uso publicitario del contenido de las consultas previas, ni sobre el hecho de haber sido solicitadas, pero sí podrán usarlas ante los Tribunales de Justicia, autoridades administrativas y el jurado de Autocontrol.
- Comisión de seguimiento: Evaluar periódicamente la aplicación del código, la comisión realizará propuestas de mejora a AEFJ y conocerá sus proyectos de modificación del contenido del Código, conocerá los informes que le presente Autocontro acerca del cumplimiento del Código, si la Comisión considera que ha habido una infracción del código podrá presentar una queja ante el jurado de la Publicidad de Autocontrol, y examinará las reclamaciones o quejas de los consumidores con el fin de observar si hay infracciones o no y enviarlas o no al Jurado de la Publicidad. Si se considera que no hay infracción se enviará una respuesta al consumidor explicándole la inadmisión de su queja.